# エレナ・バイビコフ
エレナ・ミハイロヴナ・バイビコヴァ (バイビコフ）（ロシア語: Елена Михайловна Байбикова, 英語: Elena Baibikov, 1977年3月31日 - ）は、ロシアの日本文学翻訳家、イスラエルの翻訳研究者,イーヴン＝ゾウハーの教え子。神戸市外国語大学准教授である。

## 生涯
旧ソビエト連邦、レニングラード（現在、サンクトペテルブルク）生まれ。1992年はNAALEプログラムにてイスラエルへ高校留学、高校卒業後帰還。2002年にエルサレムヘブライ大学を卒業し、日本政府文部科学省、国費留学生として京都大学大学院在籍。2008年、博士号取得後、イスラエルに帰国。5年間にわたり外国情報誌「ザ・ルベジョム」でコラムニストとして日本社会・文化に関するコラム作成した。2017年、神戸市外国語大学に採用され、再来日し、ロシア学科の准教授に就任した。

## 研究
国際結婚に於いて、外国人配偶者の社会的アイデンティティー実現をめぐる諸問題の研究。この研究は日本社会での《ロシア人妻たち》という対象を文化・社会人類学的観点から考察した新しい手法であり先駆的な研究となった。
人間・環境学博士の学位論文、『翻訳者にみるテキストの関連性：チェーホフの「妻への手紙」の日本語訳を読んで 』は、翻訳活動の社会・文化的意義と自伝記的コンテクストを理解する研究である。ロシア文芸翻訳家ギルド、日本通訳翻訳学会、イスラエル翻訳学会所属。

## 翻訳活動
エレナ・バイビコフ訳（アファナーシイ・クニンのペンネームを含む ）三島由紀夫、村上龍、村上春樹（『走ることについて語るときに僕の語ること』、『村上ラヂオ』『職業としての小説家』）、吉本ばなな、伊藤整、鈴木光司（『リング』、『らせん』）、他がある。
2010年より日本児童文学の翻訳に着手。訳書には新美南吉（『手袋を買いに』）、灰谷健次郎（『兎の目』）、湯本香樹実及び市川宣子の小学生向け書籍および長谷川義史、丸木俊などの絵本がある。2021年、ロシア文芸翻訳家ギルドから、2020年度のthe Russian Guild of Translators Master Awardを児童文学の翻訳において受賞した。
翻訳活動支援を目的とする国際交流基金の翻訳プロジェクトに参加し、2022年に戯曲翻訳出版事業に関わっり、日本戯曲の露訳を行った。訳書はアズブカ社、アンフォーラ社、エクスモ社、サモカト社、コンパスギード社などロシア業界をリードする出版社により刊行されている。2010年以降は「外国文学誌」の日本文学特集号の編者として活動の場を得ている。